# Irurita

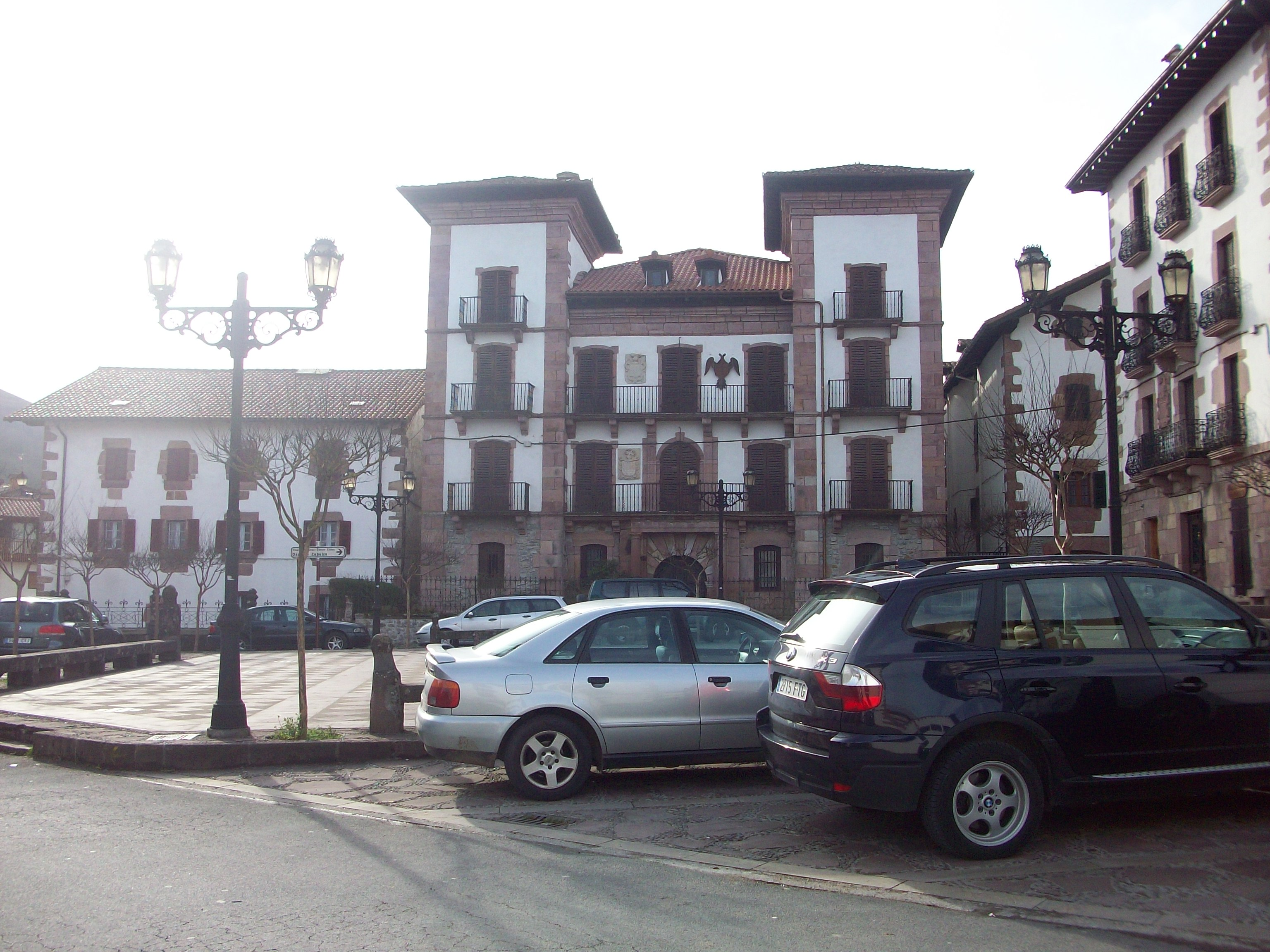
Palau dels Ducs de Goyeneche

Irurita és un dels 15 llocs que conformen la Vall de Baztan, situat a 55 quilòmetres de Pamplona, en la Comunitat Foral de Navarra, Merindad de Pamplona, entre Elizondo, Lekaroz, Garzain i Arraioz. És el segon en nombre d'habitants del Vall de Baztan, amb al voltant de 850 veïns, es troba a una altitud de 200 m sobre el nivell del mar.
Irurita compta amb diversos monuments megalítics, com els dòlmens d'Argibel, penya Luurzu i túmul prehistòric de Luurzu-Argintzo, els cinc d'Urlizte i el d'Armatela. En la Penya de los Generales es troben els menhirs d'Argintzu i Luurzu.
Destaquen, a més del seu entorn natural, les edificacions que integren la Plaça de la Duquessa de Goyeneche en el centre del poble, com la casa dels Gastón de Iriarte, el Palau de Casa Torre o Jauregizuria i la Casa-Palacio dels Ducs de Goyeneche. Als afores del poble s'aixeca la construcció més antiga, el Palau Dorrea. Irurita explica a més amb l'Ermita de Santa Bàrbara, l'Església de San Salvador i un pont medieval d'ull únic sobre el riu Bidasoa.

## Demografia
| 2000 | 2001 | 2002 | 2003 | 2004 | 2005 | 2006 | 2007 | 2008 | 2009 | 2010 |
| ---- | ---- | ---- | ---- | ---- | ---- | ---- | ---- | ---- | ---- | ---- |
| 837  | 836  | 842  | 828  | 824  | 842  | 843  | 828  | 836  | 854  | 848  |

## Edificis més importants
Palau de Gastón de Iriarte (s. XVIII)Típic palau amb torres del segle xviii, amb estructura horitzontal i flanquejat per dues torres en la seva façana, còpia del palau Iriartea d'Errazu i del palau Reparacea d'Oieregi. Presideixen la seva façana un escut rococó entre rocalles i un victor commemoratiu d'un il·lustre mariner de la família, Miguel José Gastón de Iriarte y Elizacoechea, que va aconseguir el càrrec de tinent general de l'Armada.
Casa-Palacio JauregizuriaPalacio de Casa Torre o Jauregizuria, amb una antiga torre medieval restaurada.
Casa-Palau dels Ducs de Goyeneche (s. XV)També anomenada en basc Indakoetxea. Té en el seu front, a més dels escuts en pedra de la família Goyeneche, dues víctores datades en 1817. Concedits un en honor de José Manuel de Goyeneche, Tinent General dels Reials Exèrcits i primer Comte de Guaqui i l'altre en el de Monsenyor José Sebastián de Goyeneche, Bisbe d'Arequipa i Arquebisbe de Lima en el Virregnat del Perú.
Torre Dorrea (s. XV)Casa torrejada de planta quadrada construïda en pedra amb obertures rectes i ogivals. Destaca l'escala exterior, coberta per un sostre. En 2001 va ser adquirit per l'Ajuntament de Baztan.
Església de San Salvador (s. XVIII)Edifici barroc construït en 1734 amb els fons enviats des del Perú per Agustín de Gamio, originari de Baztan. En 1917 l'església va ser completament restaurada i reconstruïda la seva torre i cúpula per María Josefa de Goyeneche i Gamio, duquessa de Goyeneche i neboda de D. Agustín. És de destacar el retaule major neoclàssic i el de la Verge del Rosario, d'estil rococó, amb una superba imatge d'aquesta advocació obra de l'escultor italià Juan Domingo Olivieri, regalada a la parròquia pels germans Pedro Francisco i Tomás de Goyeneche. És de gran valor l'òrgan, construït per A. Amezua en 1903.

## Festes
Les festes són el dia de l'Ascensió.